# كايل لافرتي
كايل لافرتي (بالإنجليزية: Kyle Lafferty)‏ (مواليد 16 سبتمبر 1987 في إينيسكيلين) لاعب كرة قدم إيرلندي شمالي دولي يجيد اللعب في خط الهجوم . يلعب حاليا لصالح نادي رينجرز الاسكتلندي منذ 2008 .

## مسيرته الكروية
لعب كايل لافرتي خلال مسيرته الاحترافية مع 11 ناديًا في عشرون موسمًا وسجل خلالها 85 هدفًا ضمن 384 مباراة. حيث فاز في موسم واحد بالكأس وفي ثلاثة مواسم بالدوري.
خاض كايل لافرتي مسيرته مع نادي دارلينجتون إف سى في موسم 2005–06 لمدة موسم واحد، مشاركًا في 9 مباريات سجل خلالها 3 أهداف. ثم انتقل إلى نادي بيرنلي في موسم 2006–07 ولمدة موسمين، حيث شارك في 83 مباراة سجل خلالها 10 أهداف. لينتقل بعدها إلى نادي رينجرز في موسم 2008–09 في المرة الأولى ليلعب معه أربعة مواسم ثم في موسم 2018–19 لمدة موسم واحد، مشاركًا طوالها في 125 مباراة سجل خلالها 35 هدفًا. ثم انتقل إلى نادي سيون في موسم 2012–13 لمدة موسم واحد، مشاركًا في 25 مباراة سجل خلالها 5 أهداف. هذا وانتقل لاحقًا إلى نادي باليرمو في موسم 2013–14 لمدة موسم واحد، مشاركًا في 34 مباراة سجل خلالها 11 هدفًا. ثم انتقل بعدها إلى نادي تشايكور ريزه سبور في موسم 2014–15 لمدة موسم واحد، مشاركًا في 14 مباراة سجل خلالها هدفين. ليعود وينتقل من جديد، لكن هذه المرة إلى نادي برمنغهام سيتي في موسم 2015–16 لمدة موسم واحد، مشاركًا في 6 مباريات سجل خلالها هدفًا واحدًا. لينتقل بعدها إلى نادي نورويتش سيتي في موسم 2016–17 لمدة موسم واحد، مشاركًا في 31 مباراة سجل خلالها هدفين. ثم لعب في نادي هارت أوف ميدلوثيان في موسم 2017–18 ولمدة موسمين، مشاركًا في 37 مباراة سجل خلالها 13 هدفًا. ليعود ويرتحل عنه إلى نادي ساربسبورغ 08 ما بين عامي 2019 و2020 لمدة موسم واحد، مشاركًا في 9 مباريات سجل خلالها هدفًا واحدًا. ثم انتقل إلى نادي سندرلاند في موسم 2019–20 لمدة موسم واحد، مشاركًا في 11 مباراة سجل خلالها هدفين.

## روابط خارجية
- كايل لافرتي على موقع الاتحاد الدولي (مؤرشف)  (الإنجليزية)
- كايل لافرتي على موقع الاتحاد الأوربي (الإنجليزية)
- كايل لافرتي على موقع اتحاد تركيا (لاعب) (الإنجليزية)
- كايل لافرتي على موقع قاعدة بيانات كرة القدم.إي يو (الإنجليزية)
- كايل لافرتي على موقع ليكيب (الفرنسية)
- كايل لافرتي على موقع ناشيونال فوتبول تيمز (الإنجليزية)
- كايل لافرتي على موقع Soccerbase.com (لاعب) (الإنجليزية)
- كايل لافرتي على موقع Soccerway.com (الإنجليزية)
- كايل لافرتي على موقع عالم كرة القدم.نت (الإنجليزية)
- كايل لافرتي على موقع كووورة